# بانده، اوتار پرادش
بانده، اوتار پرادش (به انگلیسی: Banda) یک منطقهٔ مسکونی در هند است که در Banda واقع شده‌است. بانده ۴۴۳٫۱ کیلومتر مربع مساحت و ۱٬۵۴٬۴۲۸ نفر جمعیت دارد و ۱۲۳ متر بالاتر از سطح دریا واقع شده‌است.